# Nationellt centrum för kvinnofrid
Nationellt centrum för kvinnofrid (NCK) är ett kunskaps- och resurscentrum vid Uppsala universitet. NCK arbetar på regeringens uppdrag med att på nationell nivå höja kunskapen om mäns våld mot kvinnor och utveckla metoder för omhändertagande av våldsutsatta kvinnor.
NCK:s patientmottagning på Akademiska sjukhuset tar emot kvinnor som utsatts för misshandel och våldtäkt. NCK driver också Kvinnofridslinjen, en nationell stödtelefon för våldsutsatta kvinnor och deras anhöriga. På NCK:s webbplats finns också en nationell kunskapsbank om våld, som samlar forskning, myndighetspublikationer, ämnesguider och litteraturtips.
Uppdraget utökades 2008 till att också omfatta våld i samkönade relationer och hedersrelaterat våld och förtryck.
2011 fick NCK i uppdrag att under en fyraårsperiod utveckla och kvalitetssäkra, den nationella stödtelefonen Kvinnofridslinjen. Uppdraget slutredovisades till Utbildningsdepartementet den 1 april 2015.